# Urban Dictionary
Urban Dictionary — онлайн-словарь молодежных слов и фраз англоязычного сленга. По состоянию на 2014 год сайт содержал более 7 миллионов словарных определений. Материалы редактируются добровольцами и оцениваются посетителями сайта. Слоган: «Urban Dictionary — это словарь, написанный тобой».

## История
Сайт был создан в 1999 году Аароном Пэкхемом (Aaron Peckham), в ту пору — студентом Калифорнийского политехнического университета.

## Содержание
Urban Dictionary задумывался как собрание определений слов и выражений, относящихся к сленгу, языкам этнических и иных субкультур и отсутствующих в стандартных словарях, однако сейчас в нём можно встретить и определения обыкновенных слов. Для большинства слов приводится по несколько определений с соответствующими примерами.
Особым свойством словарных статей Urban Dictionary является то, что зачастую они не только (и не столько) определяют некоторое понятие, сколько описывают его. В связи с этим формат статей, как и сам подход к описанию явлений, может быть совершенно разным.
Посетители сайта Urban Dictionary могут предлагать новые словарные определения без предварительной регистрации на сайте, однако в доказательство своей добросовестности они должны указать действующий адрес электронной почты. Предложенные словарные определения переходят в собственность Urban Dictionary.
В Urban Dictionary допускается размещение определений для слов и выражений, которые представляют собой оскорбления по этническому, расовому или половому признаку, при условии, что сами эти определения должны быть выдержаны в нейтральном стиле. Словарь призван лишь фиксировать существующее словоупотребление, но не пропагандировать расовую, этническую или иную нетерпимость.

### Дополнительные функции
Помимо поиска по словарным статьям, Urban Dictionary имеет широкую функциональность, в которую входят:
- Случайное слово — отображение случайной словарной статьи.
- Слово дня — слова с наивысшим рейтингом за последнюю неделю.
- Категории — сервис, отображающий наиболее популярные определения, распределённые по категориям (согласно указанным в определениях тегам). При клике на меню вверху страницы категории автоматически выбирается подкатегория sex.
- Избранные — функция, позволяющая сохранять любимые определения с помощью Facebook для дальнейшего быстрого доступа к ним. Также есть возможность доступа к спискам любимых определений других членов сообщества Urban Dictionary.
- Игра — функция, призванная очистить словарь от лишних определений. Участнику предлагается изучить случайную словарную статью, а затем определить, нуждается ли в ней Urban Dictionary или нет.
- Тезаурус — поиск антонимов, синонимов и слов, связанных с заданным. На данный момент в выдаче разделения на категории нет.
- Имена — экспериментальный проект, призванный собирать описания людей, их характера, целью которого является обнаружение общих черт у людей с одинаковыми именами.
- Видео — ресурс, позволяющий добавлять видео-иллюстрации (интеграция с YouTube) к словарным статьям.
- Блог — заметки редакторов сайта.
- СМС — сервис, позволяющий подписавшимся получать ежедневную рассылку со словом дня. Также есть возможность запрашивать определения слов по СМС.

## Контроль качества
Контроль качества размещаемой информации осуществляется в два этапа:
1. Зарегистрированные пользователи голосуют за принятие или отклонение новосозданных определений. Определения фиксируются в словаре лишь после получения достаточной разности голосов «за» и «против». Зарегистрированным пользователям не разрешается редактирование существующих записей в массовом порядке. Предлагать к удалению разрешается не более пяти словарных определений в сутки. Удаление определений, доказавших свою популярность в ходе голосования, не допускается.
2. За или против определений, уже попавших в словарь, может проголосовать любой посетитель сайта. Таким образом определяется их рейтинг.

## Посетители и рейтинг
Сайт активно набирает популярность и сейчас имеет 638-е место по миру и 296-е по США место в рейтинге Alexa Internet.
По данным на апрель 2009 года, на сайт в среднем поступает 2000 новых определений каждый день, сайт посещают 15 млн уникальных посетителей каждый месяц, 80 % которых моложе 25.

## Книги
В октябре 2005 года избранные определения из Urban dictionary были опубликованы в виде книги. Второе издание вышло в 2007 году.
- Peckham, Aaron (2005). Urban dictionary: fularious street slang defined. Kansas City, Missouri: Andrews McMeel Publishing, L.L.C.. pp. 320. ISBN 0-7407-5143-3. Retrieved January 25, 2010.[5][6]
- Peckham, Aaron (2007). Mo' Urban Dictionary: Ridonkulous Street Slang Defined. Kansas City, Missouri: Andrews McMeel Publishing, L.L.C.. pp. 240. ISBN 0-7407-6875-1. Retrieved January 25, 2010.
- Peckham, Aaron (2012). Urban Dictionary: Freshest Street Slang Defined. Kansas City, Missouri: Andrews McMeel Publishing, L.L.C.. pp. 272 ISBN 978-1-4494-0990-6[7]

Также издаются открытки с избранными определениями.